# Paphagus
Paphagus is een geslacht van vliesvleugeligen uit de familie Eulophidae. De wetenschappelijke naam van dit geslacht is voor het eerst geldig gepubliceerd in 1843 door Walker.

## Soorten
Het geslacht Paphagus is monotypisch en omvat slechts de volgende soort:
- Paphagus sidero Walker, 1843